# 财经国家周刊
《财经国家周刊》是第一份由新华社主办的，以财经新闻为主的期刊。杂志以宏观经济与财经新闻的报道的报道，分为金融、产业、时政、宏观、证券、国际和智库六大板块。
创刊于2009年12月28日，《财经国家周刊》是一本较晚进入财经报道市场的刊物，其报道强调记者的实地调研与采访搜集，是一本对于中国宏观经济有深度见解的杂志。
现任主编吴亮，是新华社记者。

## 历史
- 创刊于2009年12月28日。[1]
- 于2011年1月1日进行第二次改版。杂志风格较以前视觉上，有一定的进步。